# Schloss Kannawurf

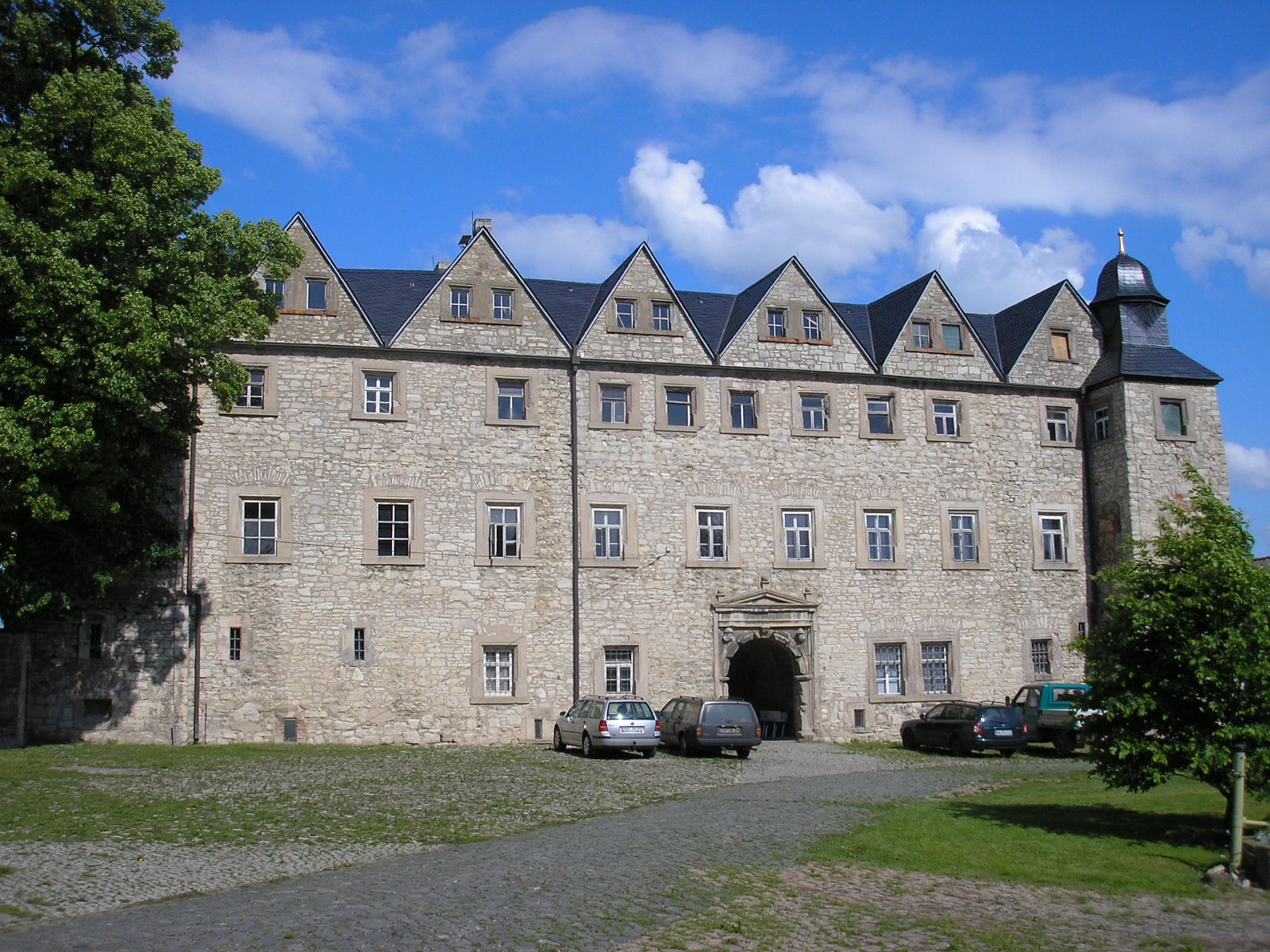
Westansicht des Schlosses (2009)

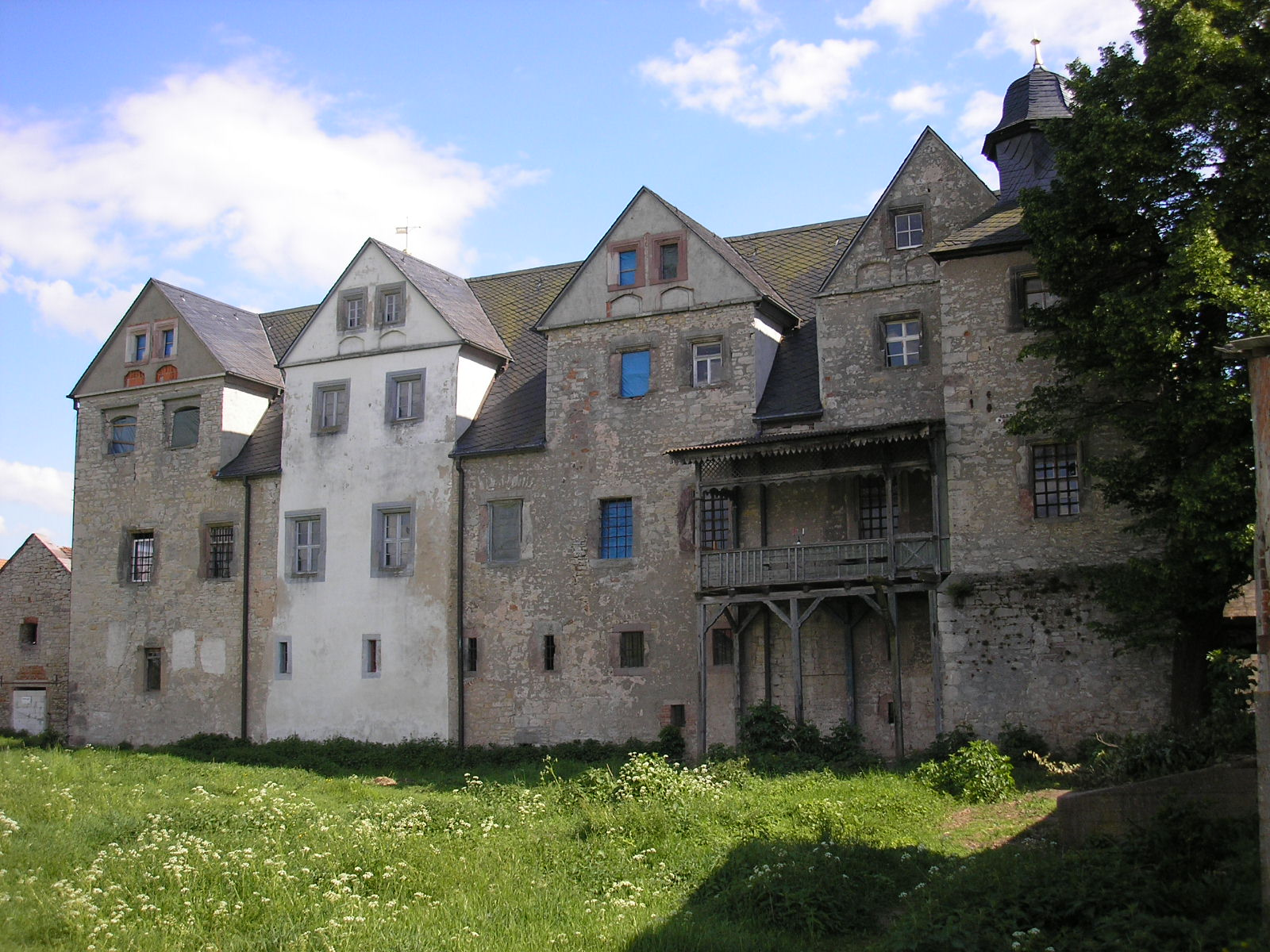
Nordansicht des Schlosses

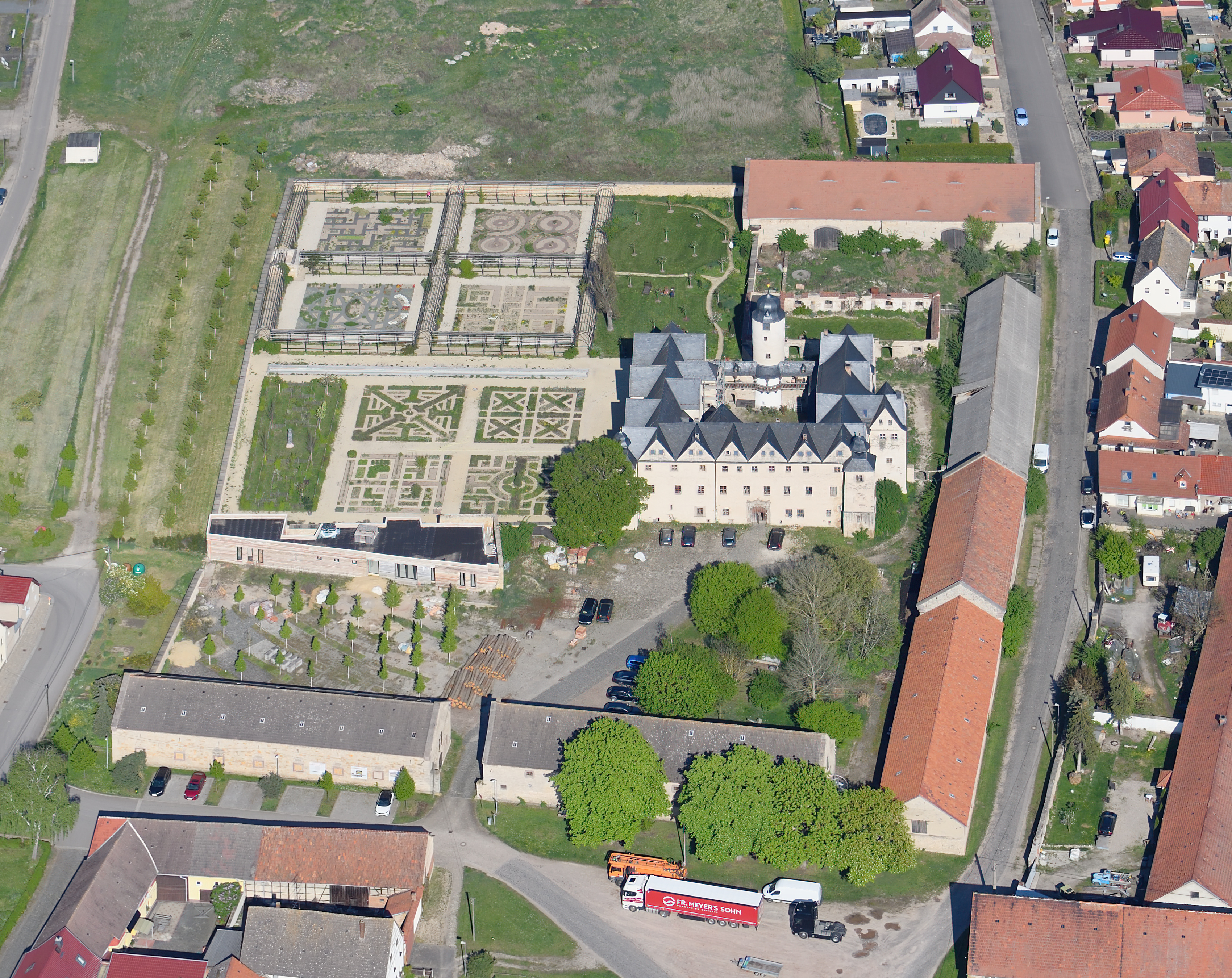
Schloss Kannawurf und sein Schlossgarten aus der Luft gesehen

Schloss Kannawurf ist ein Renaissance-Schloss in Kannawurf, Landkreis Sömmerda, Thüringen.

## Geschichte
1564 baute Georg II. Vitzthum von Eckstedt das Renaissanceschloss Kannawurf auf dem seit 1539 im Familienbesitz befindlichen Gut; daneben gab es drei weitere Rittergüter im Ort. Inschriften an Türen und Fenstern datieren in die Zeit zwischen 1563 und 1565. Anstelle einer mittelalterlichen Wasserburg entstand bis etwa 1570 eine Dreiflügelanlage um einen fast quadratischen Innenhof, dessen vierte Seite eine Schildmauer mit mittigem Rundturm abschließt. Eine Reihe von Zwerchhäusern schmückt das Dach. Mit dieser Form des sogenannten Kastelltyps zitierte Georg II. Vitzthum den um 1547 begonnenen Neubau des Dresdner Residenzschlosses von Kurfürst Moritz von Sachsen, in dessen Diensten er als Marschall stand.
Die erhaltene Turmglocke aus dem Jahr 1586 ist mit dem Familienwappen verziert. Der Nordflügel beherbergte die Repräsentationsräume, darunter einen großen Saal; der Südflügel war Wirtschafts- und Wohnfunktionen vorbehalten, u. a. befand sich dort die Schlossküche. Verlies, Glockenturm, eine hölzerne Galerie aus dem 16. Jahrhundert und imposante Kellergewölbe runden das Ensemble ab. Nach Georgs Tod 1570 erhielten seine fünf Söhne das Schloss. Johann Friedrich I. von Eckstedt verpachtete das Gut 1661, da er durch den Dreißigjährigen Krieg verschuldet war.
1685 ersteigerte die Familie von Bose den Besitz. In einer Umbauphase um 1717 wurden unter der Ägide der Bose Veränderungen in der Raumaufteilung und der Dachlandschaft vorgenommen, wodurch ein durchgehendes zweites Obergeschoss geschaffen wurde. In den Fensternischen des Festsaals und auch im kleinen Saal befinden sich Fragmente von Wandmalereien (u. a. Metamorphosen des Ovid). 1726 ging der Besitz an die von Helmolt, später an seine Töchter und weitere Besitzer, 1839 an die Fürsten von Schwarzburg-Sondershausen.
Nach 1860 wurde die landwirtschaftliche Nutzung ausgebaut und es entstand ein großer Wirtschaftshof, der von großzügigen Scheunen und Stallungen umgeben wurde. 1914 wurde das Gut Staatsdomäne. Zur Zeit der SBZ und DDR war es ein Volkseigenes Gut. Der Schlossgarten musste Ställen und neuen Wirtschaftsgebäuden weichen. Das Schloss verfiel zusehends, in den 1980er Jahren stürzte der Nordflügel ein. Der endgültige Verfall schien besiegelt. Nach der Wende Anfang der 1990er Jahre erfolgte die Notsicherung der eingestürzten Bauteile und Dächer aus Bundes- und Landesmitteln, gefolgt von Sanierungsmaßnahmen.
Seit 2007 im Besitz des thüringischen Denkmalpflegezentrums und des Künstlerhauses Thüringen e. V., dient das teilweise sanierte Schloss inzwischen kulturellen Veranstaltungen.